# Woyzeck
Woyzeck ist ein Dramenfragment des deutschen Dramatikers Georg Büchner, der mit der Niederschrift vermutlich zwischen etwa Ende Juli und Anfang Oktober 1836 begann. Bei seinem frühen Tod im Februar 1837 blieb das Werk als Fragment zurück. Das Manuskript ist in mehreren Entwurfsstufen überliefert. Im Druck erschien Woyzeck erstmals 1879 in der stark überarbeiteten und vom Herausgeber veränderten Fassung von Karl Emil Franzos. Erst am 8. November 1913 wurde Woyzeck im Residenztheater München uraufgeführt. Seitdem ist es in zahlreiche Sprachen übersetzt und viele Male neu interpretiert worden. Es verkörpert, vor allem seiner lockeren Episoden-Folge wegen, den Typus des offenen Dramas, auch wenn man in neuerer Zeit eher von dieser Interpretation abkommt und eine Zuordnung zum offenen Drama nur aufgrund der Fragmenthaftigkeit des Stückes angenommen wird. Woyzeck gehört heute zu den meistgespielten und einflussreichsten Dramen der deutschen Literatur und inspirierte zahlreiche Künstler zu eigenen Werken.

## Entstehungsgeschichte